# 单叶泡花树
单叶泡花树（学名：Meliosma simplicifolia）为清风藤科泡花树属下的一个种。